# Temporada 2024 de la Copa Nacional V-Line
La Temporada 2024 de la Copa Nacional V-Line fue la primera temporada de un nuevo certamen nacional de circuitos con el vehículo Renault Clio V, tras tres años sin reglamentación nacional y con Pirelli como subministrador de neumáticos.
Ante una temporada 2024 de la Renault Clio Cup Spain oficial (organizada por Alpine Racing Francia) con solamente una ronda a disputar en territorio español, V-Line, Driveland y Renault España deciden crear esta copa paralela para facilitar a los pilotos españoles que poseen un Clio de quinta generación, el poder competir durante esta temporada. En la Copa Nacional, a diferencia de la Clio Series, las carreras tienen 3 minutos más de duración y no hay trofeos adicionales. Nico Abella consiguió su primera copa tras disputarse el campeonato con el francés Fabien Julia, quien tuvo que perderse la última cita por problemas personales.

## Escuderías y pilotos
| Escudería             | N.º | Piloto                | Rondas |
| --------------------- | --- | --------------------- | ------ |
| GPA Racing            | 3   | David Pouget          | 2      |
| GPA Racing            | 15  | David Pouget          | 4      |
| GPA Racing            | 18  | Cédric Delcroix       | 4      |
| GPA Racing            | 42  | Mariano Alonso        | 2, 4   |
| GPA Racing            | 64  | Gabriel Alonso        | 2      |
| GPA Racing            | 110 | Adrián Agote          | 4      |
| GPA Racing            | 32  | Alexandre Finkelstein | 4      |
| GPA Racing            | 85  | Lucas Joly            | 4      |
| Vearsa Sport J.R.     | 8   | Joaquín Rodrigo       | Todas  |
| Chefo Sport           | 10  | Máximo Varela         | Todas  |
| Chefo Sport           | 17  | Nico Abella           | Todas  |
| Chefo Sport           | 23  | José Antonio Gómez    | 3      |
| Chefo Sport           | 41  | Alejandro Iribas      | Todas  |
| Chefo Sport           | 111 | Iván Hernández        | 1-2    |
| AST Competition       | 21  | Lydia Sempere         | Todas  |
| AST Competition       | 22  | Stephan Polderman     | 3-4    |
| AST Competition       | 23  | José Antonio Gómez    | 1-2    |
| AST Competition       | 58  | Enrique Hernando      | 4      |
| AST Competition       | 88  | Mauro T. Polderman    | 3-4    |
| Team VRT              | 66  | Alejandro Romero      | 1-3    |
| Rasante Sport         | 30  | Sergio Cabal          | 2-3    |
| Motorismo Racing Team | 42  | Mariano Alonso        | 1      |
| LR Performance        | 65  | Fabien Julia          | 1-3    |
| Milan Compétition     | 23  | Jordi Palomeras       | 4      |
| Milan Compétition     | 93  | Nicolas Milan jr.     | 4      |
| Milan Compétition     | 131 | Lucas Cartelle        | 4      |

## Calendario
| Ronda | Ronda | Circuito                       | Fecha           | Acompaña a                            |
| ----- | ----- | ------------------------------ | --------------- | ------------------------------------- |
| 1     | C1    | Circuito Ricardo Tormo         | 14 de abril     | NASCAR Whelen EuroSeries + Copa Racer |
| 1     | C2    | Circuito Ricardo Tormo         | 14 de abril     | NASCAR Whelen EuroSeries + Copa Racer |
| 2     | C1    | Circuito de Navarra            | 9 de junio      | GT-CET + Copa Saxo-Kobe               |
| 2     | C2    | Circuito de Navarra            | 9 de junio      | GT-CET + Copa Saxo-Kobe               |
| 3     | C1    | Circuito Monteblanco           | 31 de agosto    | GT-CET + Copa Saxo-Kobe               |
| 3     | C2    | Circuito Monteblanco           | 31 de agosto    | GT-CET + Copa Saxo-Kobe               |
| 4     | C1    | Circuito de Barcelona-Cataluña | 24 de noviembre | GT-CET + TCR Spain                    |
| 4     | C2    | Circuito de Barcelona-Cataluña | 24 de noviembre | GT-CET + TCR Spain                    |

## Resultados

### Campeonato de pilotos
Sistema de puntuación
| Posición | 1  | 2  | 3  | 4  | 5  | 6  | 7  | 8  | 9  | 10 | 11 | 12 | 13 | 14 | 15 | 16 | 17 | 18 | 19 | 20 |
| -------- | -- | -- | -- | -- | -- | -- | -- | -- | -- | -- | -- | -- | -- | -- | -- | -- | -- | -- | -- | -- |
| Puntos   | 50 | 42 | 36 | 33 | 30 | 27 | 24 | 22 | 20 | 18 | 16 | 14 | 12 | 10 | 8  | 6  | 4  | 3  | 2  | 1  |

Se descartan los dos peores resultados.
Resultados
| Pos                           | Piloto                | CRT | CRT | NAV | NAV | MON | MON | CAT | CAT | Retención  | Puntos |
| ----------------------------- | --------------------- | --- | --- | --- | --- | --- | --- | --- | --- | ---------- | ------ |
| 1                             | Nico Abella           | 2   | 3   | 2   | 2   | 2   | 3   | 4   | DNS | (282 - 36) | 246    |
| 2                             | Fabien Julia          | 1   | 1   | 4   | 6   | 5   | 2   |     |     |            | 232    |
| 3                             | Mauro T. Polderman    |     |     |     |     | 1   | 1   | 2   | 4   |            | 192    |
| 4                             | Alejandro Romero      | 5   | 5   | 6   | 3   | 6   | 9   |     |     |            | 170    |
| 5                             | Mariano Alonso        | 3   | 2   | 3   | 11  |     |     | Ret | 9   |            | 163    |
| 6                             | José Antonio Gómez    | 4   | 4   | Ret | 5   | 3   | 5   |     |     |            | 162    |
| 7                             | Lydia Sempere         | 6   | Ret | 8   | 8   | 7   | 7   | 9   | 10  | (179 - 22) | 157    |
| 8                             | Joaquín Rodrigo       | 8   | 6   | 9   | 7   | 10  | 6   | 13  | 12  | (189 - 38) | 151    |
| 9                             | David Pouget          |     |     | 1   | 1   |     |     | Ret | 1   |            | 150    |
| 10                            | Máximo Varela         | 9   | 9†  | 7   | 9   | 9   | 10  | 7   | 11  | (182 - 38) | 144    |
| 11                            | Alejandro Iribas      | 7   | 7   | 12  | 4   | 8   | 8   | WD  | WD  |            | 139    |
| 12                            | Stephan Polderman     |     |     |     |     | 4   | 4   | 5   | 7   |            | 138    |
| 13                            | Iván Hernández        | NC  | 8   | 5   | Ret |     |     |     |     |            | 52     |
| 14                            | Gabriel Alonso        |     |     | 11  | 10  |     |     |     |     |            | 34     |
| 15                            | Sergio Cabal          |     |     | 10  | DNS | Ret | DNS |     |     |            | 18     |
| Pilotos no aptos para puntuar |                       |     |     |     |     |     |     |     |     |            |        |
|                               | Lucas Cartelle        |     |     |     |     |     |     | 1   | 8   |            |        |
|                               | Alexandre Finkelstein |     |     |     |     |     |     | Ret | 2   |            |        |
|                               | Jordi Palomeras       |     |     |     |     |     |     | 3   | 3   |            |        |
|                               | Nicolas Milan Jr      |     |     |     |     |     |     | 10  | 5   |            |        |
|                               | Enrique Hernando      |     |     |     |     |     |     | 11  | 6   |            |        |
|                               | Lucas Joly            |     |     |     |     |     |     | 6   | DNS |            |        |
|                               | Cédric Delcroix       |     |     |     |     |     |     | 8   | DNS |            |        |
|                               | Adrián Agote          |     |     |     |     |     |     | 12  | DNS |            |        |
| Pos                           | Piloto                | CRT | CRT | NAV | NAV | MON | MON | CAT | CAT | Retención  | Puntos |